# Emanuel Leutze
Emanuel Gottlieb Leutze (Schwäbisch Gmünd, 24 de maio de 1816 – Washington, D.C., 18 de julho de 1868) foi um pintor alemão, naturalizado norte-americano mais conhecido por sua obra Washington Crossing the Delaware (atualmente exposta no Metropolitan Museum of Art).

## Biografia
Leutze nasceu em Schwäbisch Gmünd, Reino de Württemberg. Mais tarde, ele foi trazido para os Estados Unidos ainda criança em 1825. Seus pais se estabeleceram primeiro em Fredericksburg, Virgínia, e depois na Filadélfia. O primeiro desenvolvimento de seu talento artístico ocorreu enquanto frequentava o leito de enfermidade de seu pai, quando tentava desenhar para ocupar as longas horas de espera. Seu pai morreu em 1831. Aos 14 anos, ele pintava retratos por US$ 5 cada. Através desse trabalho, ele se sustentou após a morte de seu pai. Em 1834, ele recebeu sua primeira instrução em arte nas aulas de John Rubens Smith, um pintor de retratos na Filadélfia. Ele logo se tornou habilidoso, e promoveu um plano para publicar, em Washington, retratos de eminentes estadistas americanos; no entanto, ele foi recebido com um leve encorajamento.

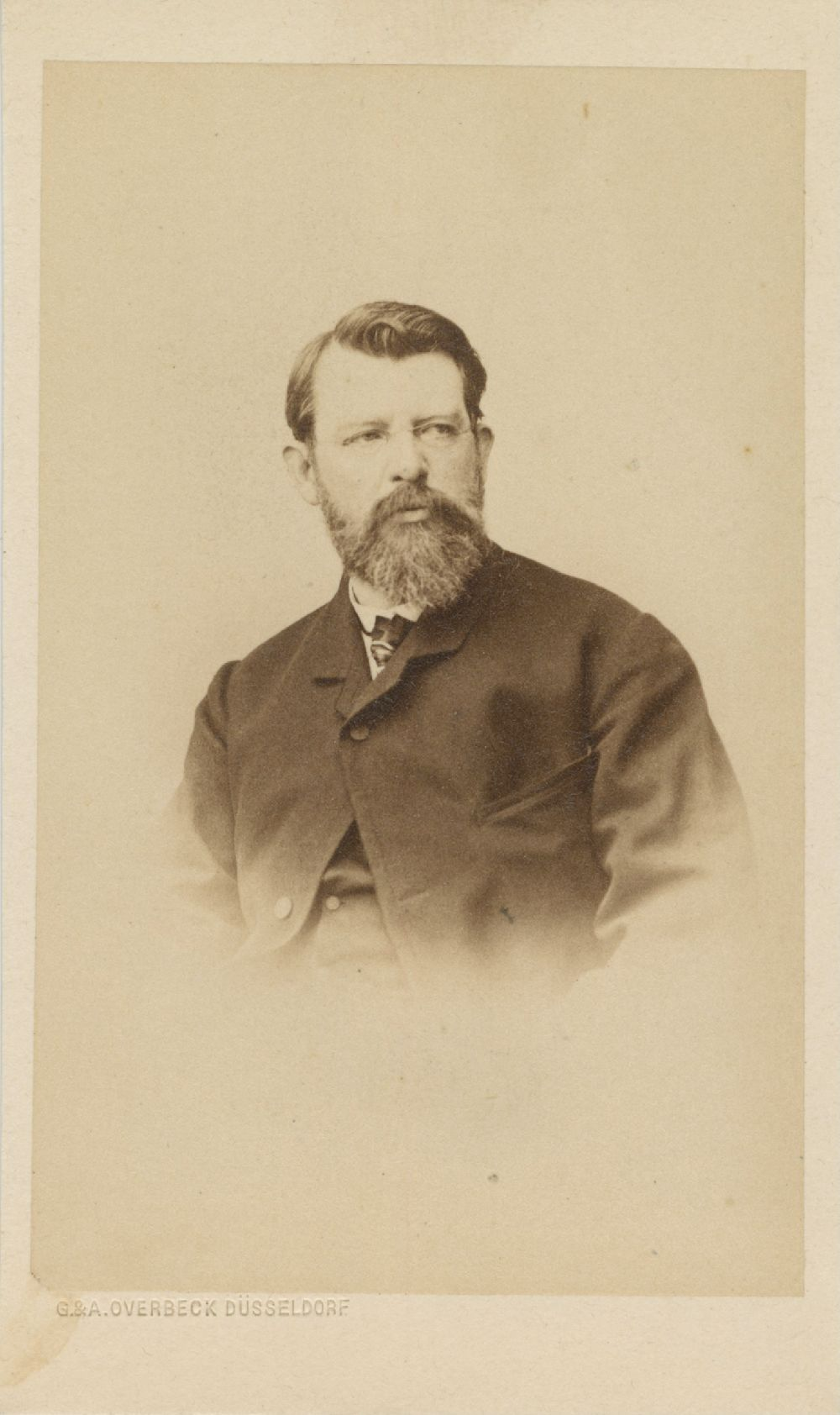
Emanuel Leutze por G. & A. Overbeck (firma), c. 1868

### Europa
Em 1840, uma de suas pinturas chamou a atenção e lhe deu várias ordens, o que lhe permitiu frequentar a Kunstakademie Düsseldorf em sua Alemanha natal. Devido à sua atitude antiacadêmica, estudou apenas um ano na academia, na classe de Diretor Schadow. Leutze foi influenciado principalmente pelo pintor Karl Friedrich Lessing. Em 1842, ele foi para Munique, estudando as obras de Cornelius e Kaulbach, e, enquanto lá, terminou seu Colombo diante da rainha. No ano seguinte, visitou Veneza e Roma, fazendo estudos com Ticiano e Michelangelo. Sua primeira obra, Colombo antes do Conselho de Salamanca (1841) foi comprada pela União de Arte de Düsseldorf. Um quadro companheiro, Columbus in Chains, adquiriu-lhe a medalha de ouro da Exposição de Arte de Bruxelas, e foi posteriormente comprado pela Art Union em Nova York; foi a base do selo Columbian Issue de $ 2 de 1893. Em 1845, depois de uma turnê na Itália, ele retornou a Düsseldorf, casando-se com Juliane Lottner e fazendo sua casa lá por 14 anos.
Durante seus anos em Düsseldorf, ele foi um recurso para visitar os americanos: encontrou-lhes lugares para viver e trabalhar, forneceu apresentações e deu-lhes apoio emocional e até financeiro. Por muitos anos, ele foi o presidente da Associação de Artistas de Düsseldorf; em 1848, ele foi um dos primeiros promotores da associação de arte "Malkasten"; e em 1857, ele liderou a chamada para uma reunião de artistas que originou a fundação da Allgemeine deutsche Kunstgenossenschaft. Um forte defensor das Revoluções Europeias de 1848, Leutze decidiu pintar uma imagem que encorajaria os reformadores liberais da Europa com o exemplo da Revolução Americana. Usando turistas americanos e estudantes de arte como modelos e assistentes, Leutze terminou uma primeira versão de Washington Crossing the Delaware em 1850. Logo após ser concluída, a primeira versão foi danificada por um incêndio em seu estúdio, posteriormente restaurada e adquirida pela Kunsthalle Bremen. Em 5 de setembro de 1942, durante a Segunda Guerra Mundial, foi destruído em um bombardeio pelas forças aliadas. A segunda pintura, uma réplica da primeira, apenas maior, foi encomendada em 1850 pelo comerciante de arte parisiense Adolphe Goupil para sua filial em Nova York e colocada em exposição na Broadway em outubro de 1851. É agora propriedade do Metropolitan Museum of Art em Nova York. Em 1854, Leutze terminou sua representação da Batalha de Monmouth, "Washington reunindo as tropas em Monmouth", encomendada por um importante patrono, o banqueiro David Leavitt, de Nova York e Great Barrington, Massachusetts.

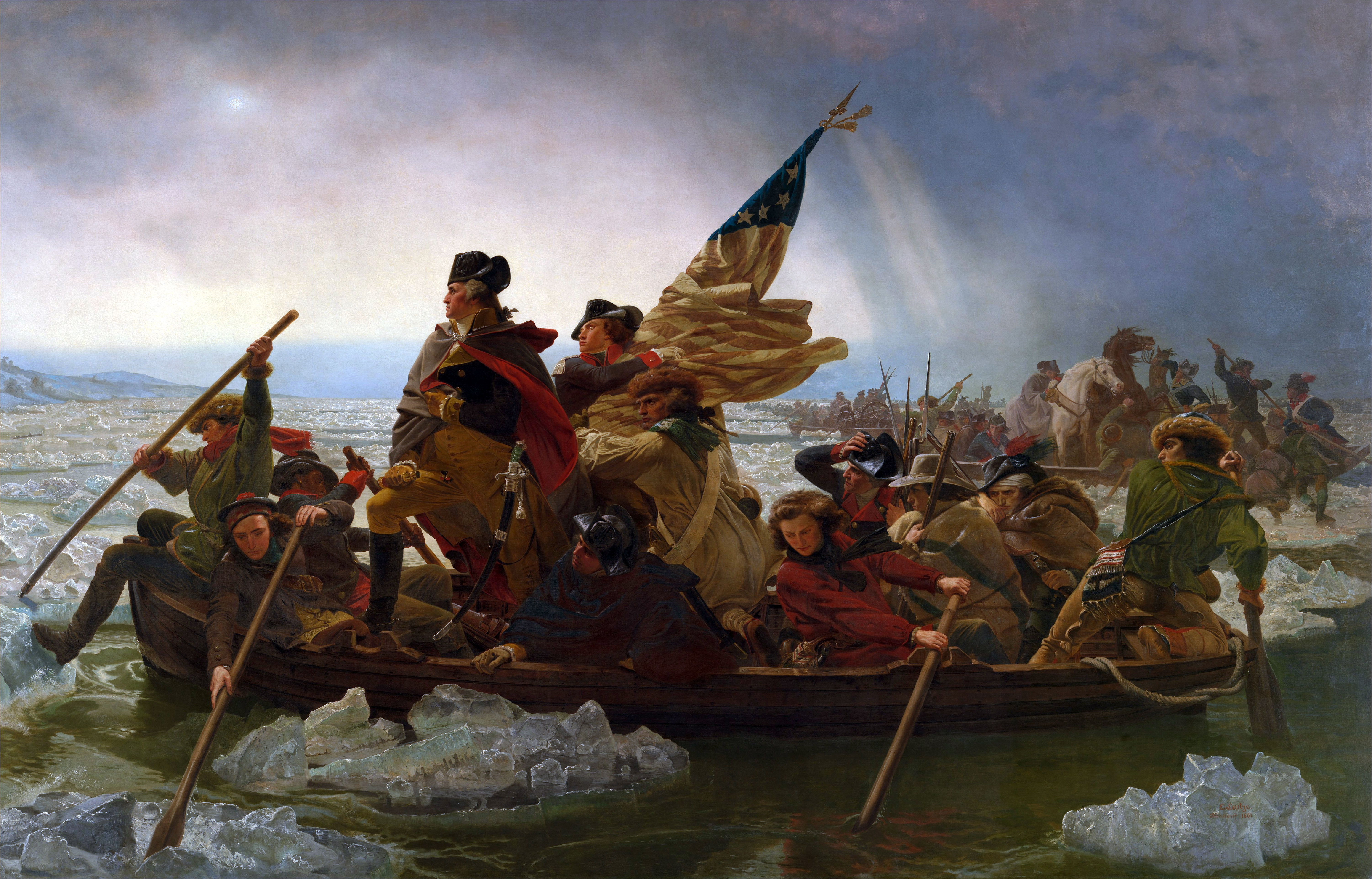
Washington Cruzando o Delaware (1851)

### Nova Iorque e Washington, D.C.

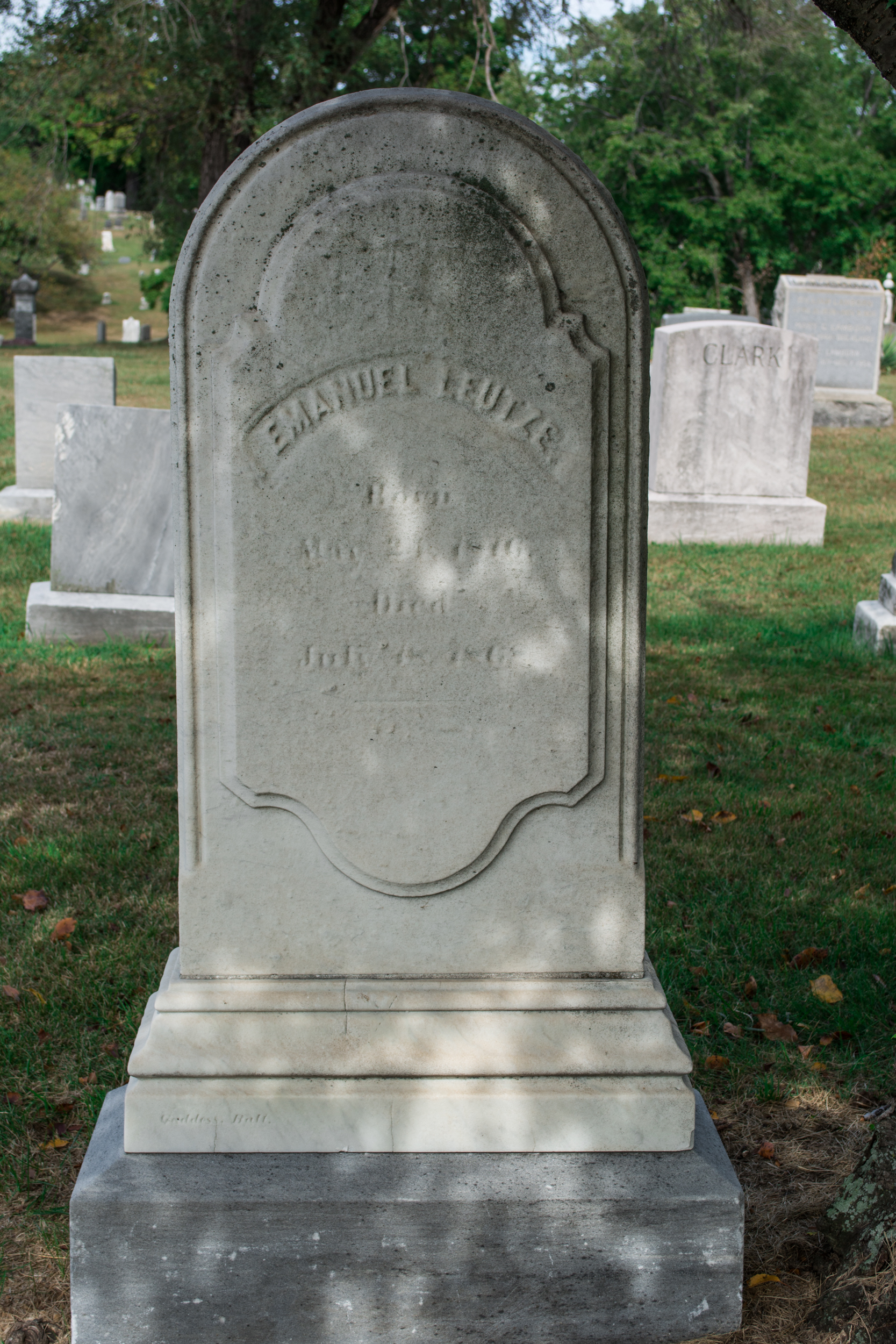
Sepultura de Emanuel Leutze no cemitério de Glenwood.

Em 1859, Leutze retornou aos Estados Unidos e abriu um estúdio em Nova York. Ele dividiu seu tempo entre Nova York e Washington, D.C. Em 1859, ele pintou um retrato do Chefe de Justiça Roger Brooke Taney, que está pendurado na Faculdade de Direito de Harvard. Em um parecer de 1992, o juiz Antonin Scalia descreveu o retrato de Taney, feito dois anos após a infame decisão de Taney em Dred Scott v. Sandford, como mostrando Taney "de preto, sentado em uma poltrona vermelha sombreada, mão esquerda apoiada em um bloco de papel em seu colo, mão direita pendurada, quase sem vida, ao lado do braço interno da cadeira. Ele se senta de frente para o espectador e olha para fora. Parece haver em seu rosto, e em seus olhos profundos, uma expressão de profunda tristeza e desilusão".
Leutze também executou outros retratos, incluindo um do colega pintor William Morris Hunt. Esse retrato pertencia ao irmão de Hunt, Leavitt Hunt, um advogado de Nova York e residente de Vermont, e foi mostrado em uma exposição dedicada ao trabalho de William Morris Hunt no Museu de Belas Artes de Boston, em 1878.
Em 1860, Leutze foi contratado pelo Congresso dos EUA para decorar uma escadaria no Capitólio em Washington, D.C., para a qual ele pintou uma grande composição, Westward the Course of Empire Takes Its Way, que também é comumente conhecida como Westward Ho!.
No final da vida, tornou-se membro da National Academy of Design. Ele também foi membro do Union League Club de Nova York, que tem uma série de suas pinturas. Aos 52 anos, morreu em Washington, D.C., vítima de insolação. Foi sepultado no cemitério de Glenwood. Na época de sua morte, uma pintura, A Emancipação dos Escravos, estava em preparação.
Os retratos de Leutze são conhecidos pela qualidade artística de seu romantismo patriótico, e seu épico Washington Crossing the Delaware ocupa o mais alto escalão da iconografia nacional americana.

## Galeria de obras

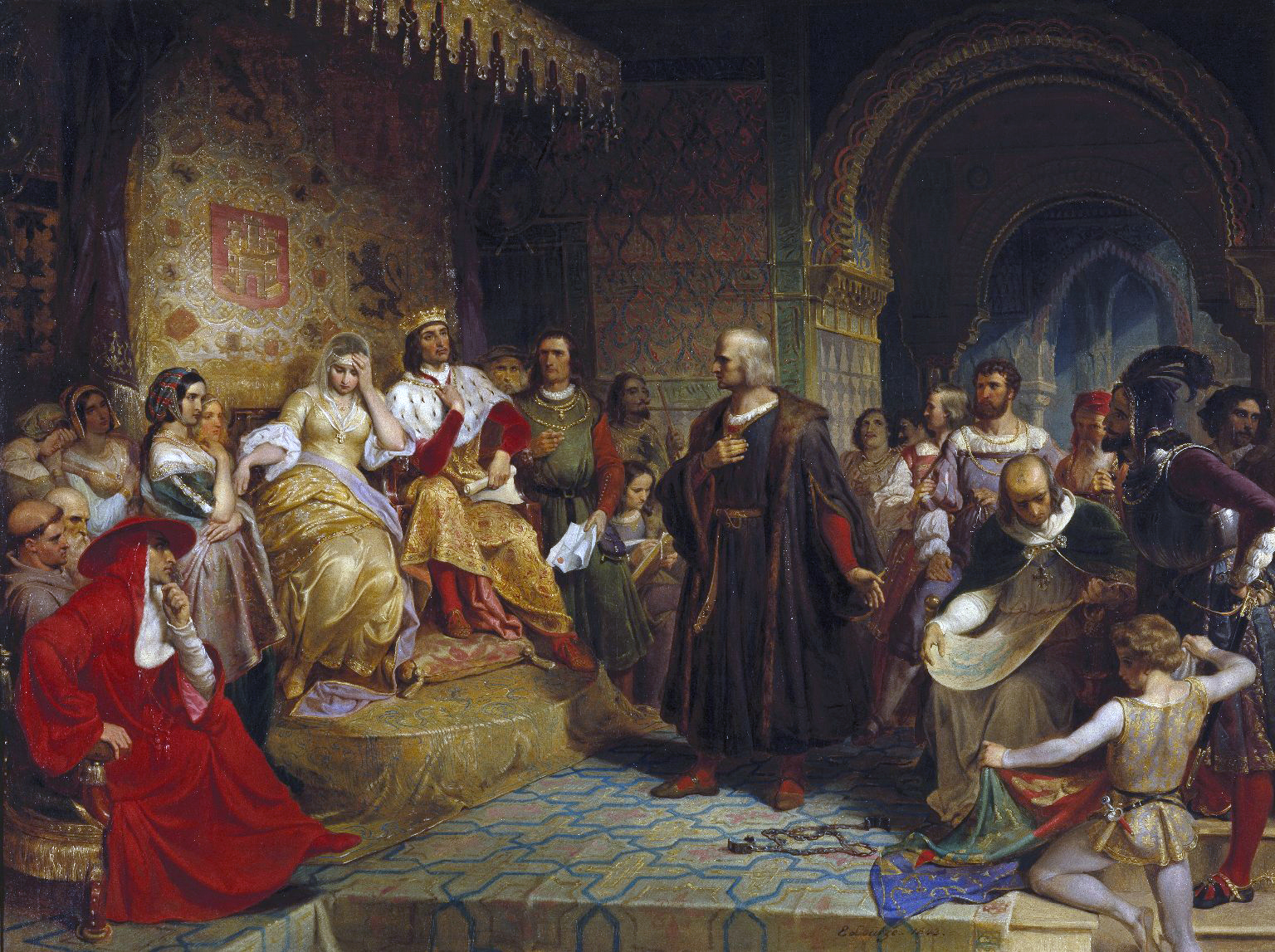
Cristóvão Colombo diante da rainha Isabela (1843)
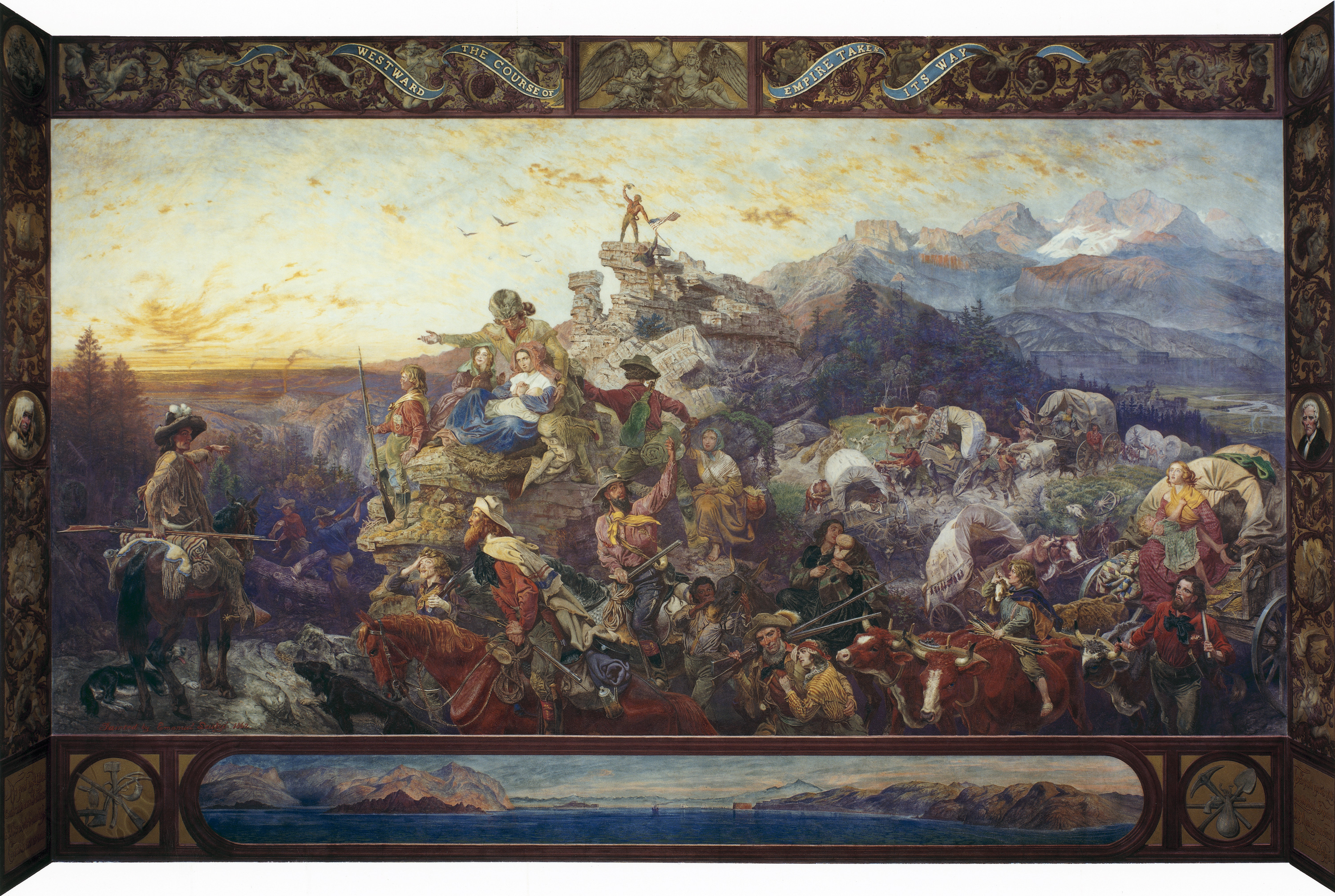
Para o oeste, o curso do império toma seu caminho (1860)
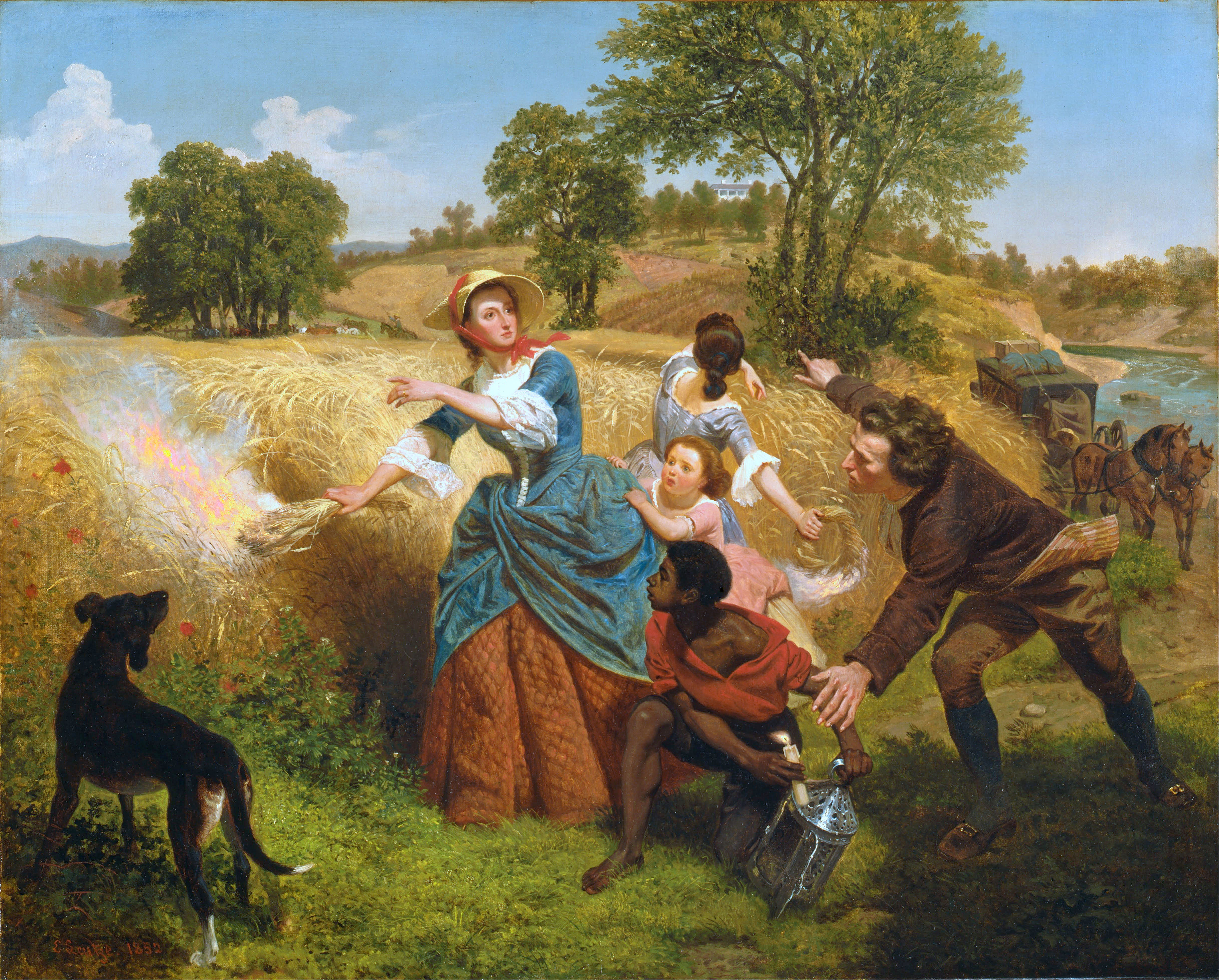
Mrs. Schuyler queimando seus campos de trigo na aproximação dos britânicos (1852)
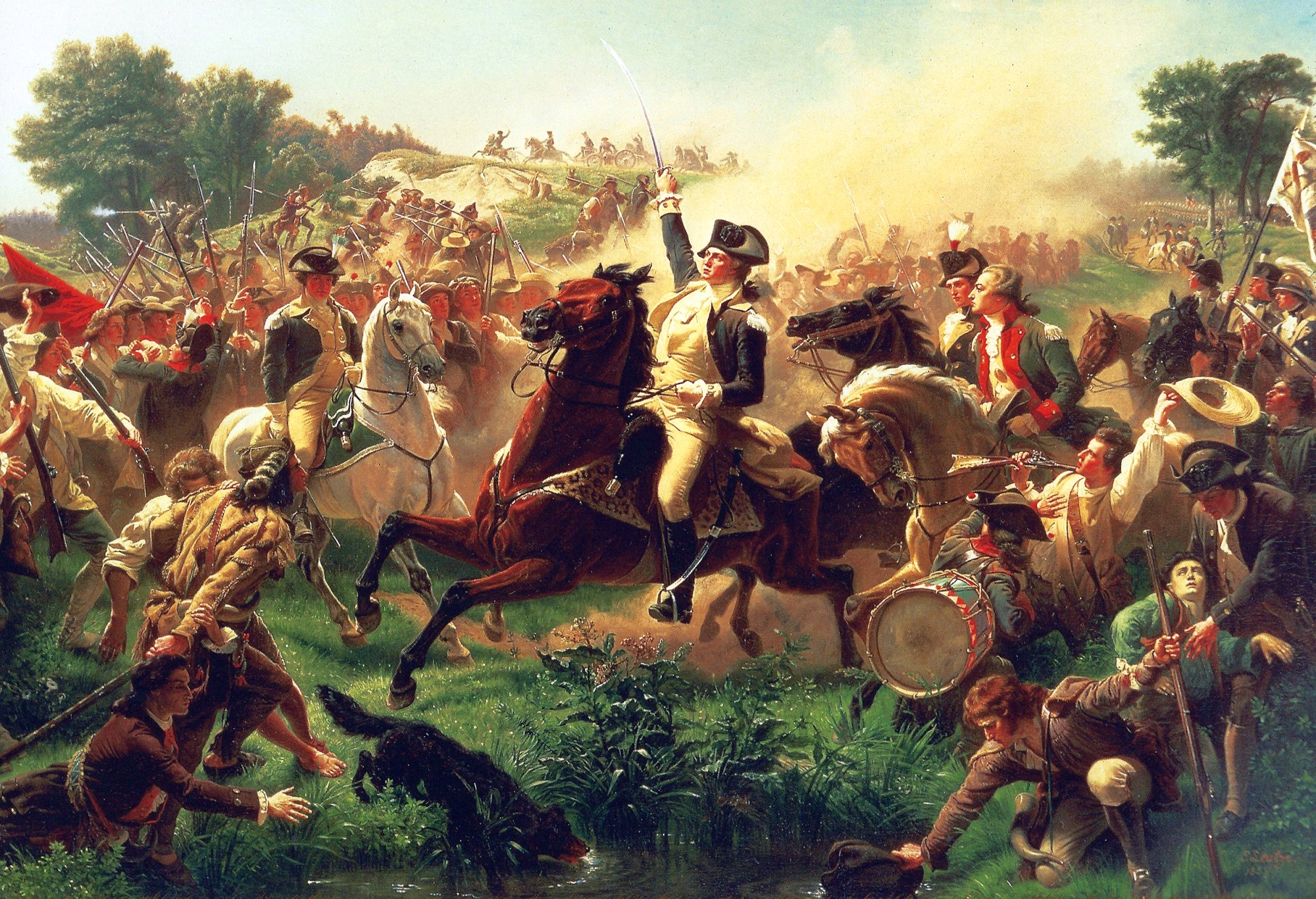
Washington reunindo as tropas em Monmouth (c. 1851-1854)
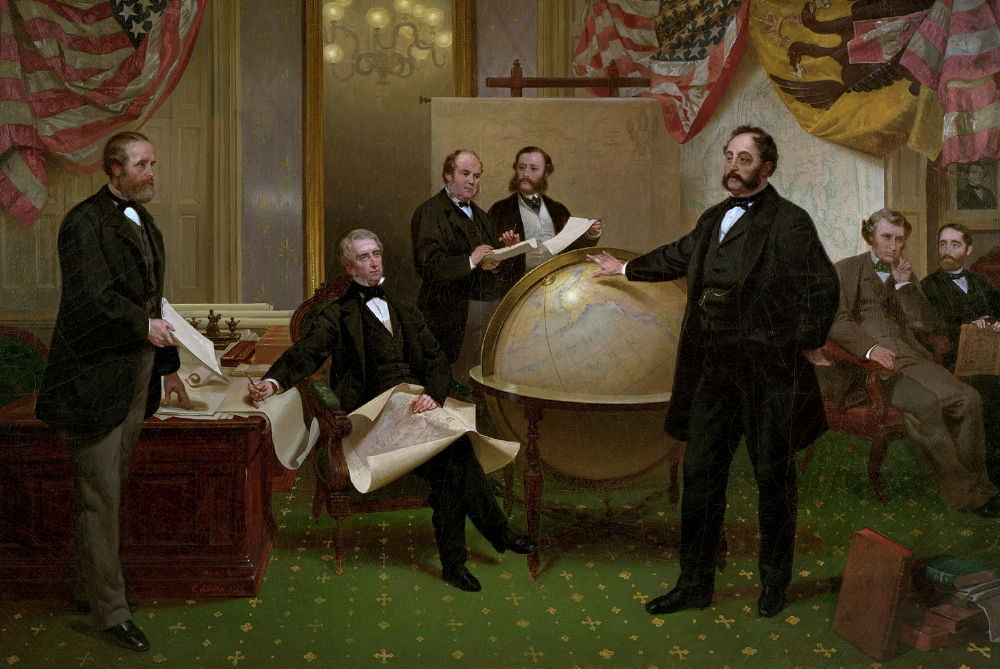
William H. Seward e Eduard de Stoeckl Negociando a Compra do Alasca (1867)
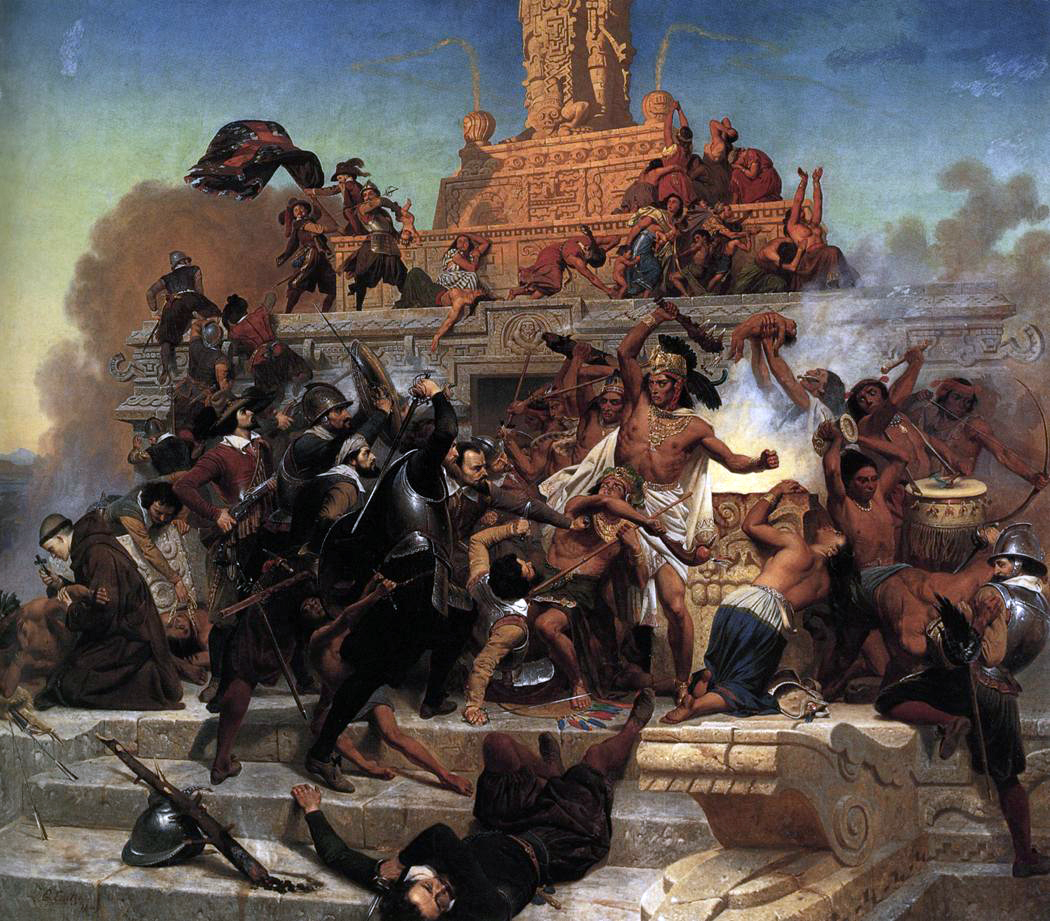
A Tomada de Teocalli por Cortez e Suas Tropas (1848)
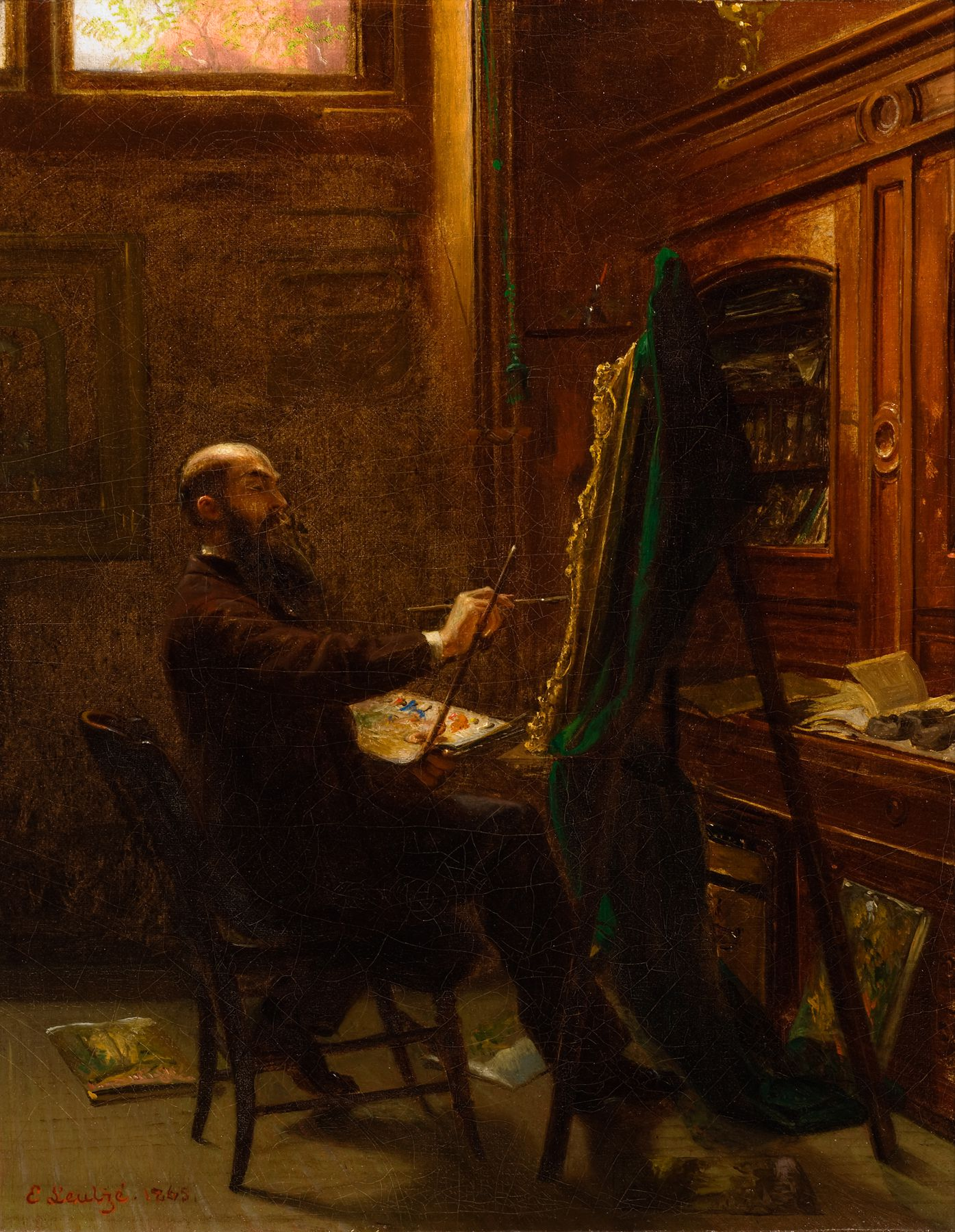
Worthington Whittredge em seu estúdio na Tenth Street (1865)
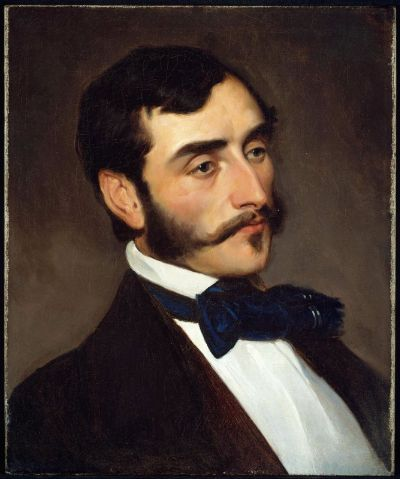
Retrato de William Morris Hunt (ca. 1845)
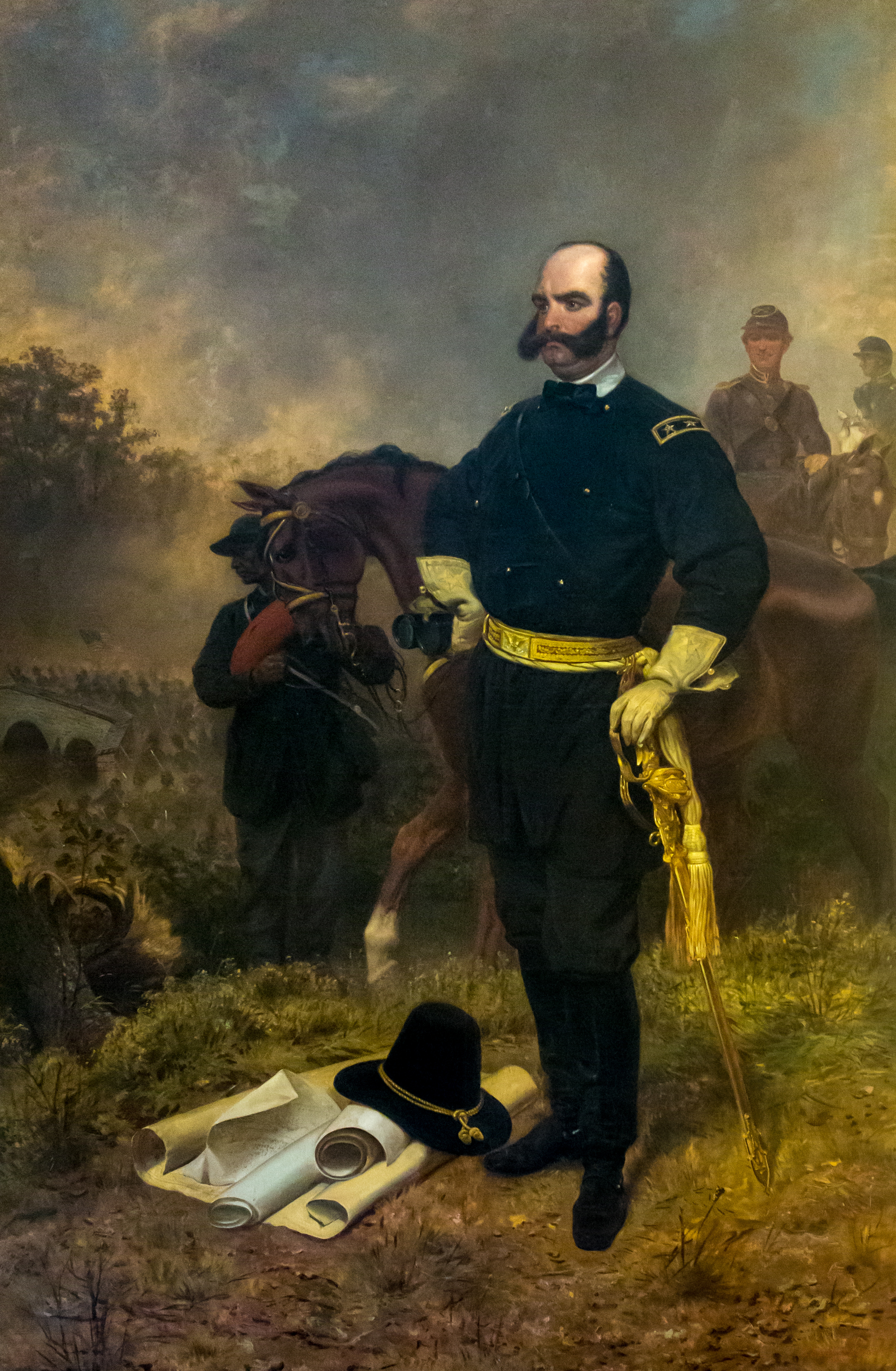
General Ambrose Burnside em Antietam (1863)
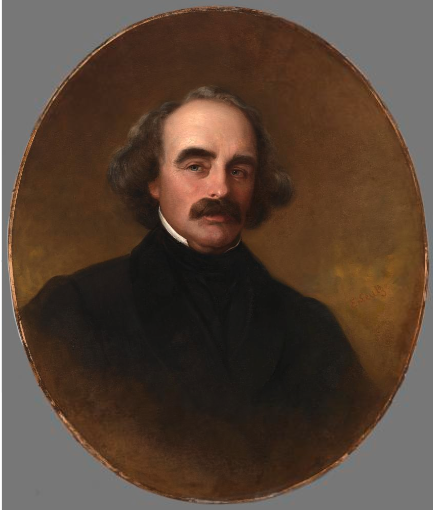
Nathaniel Hawthorne (1862)
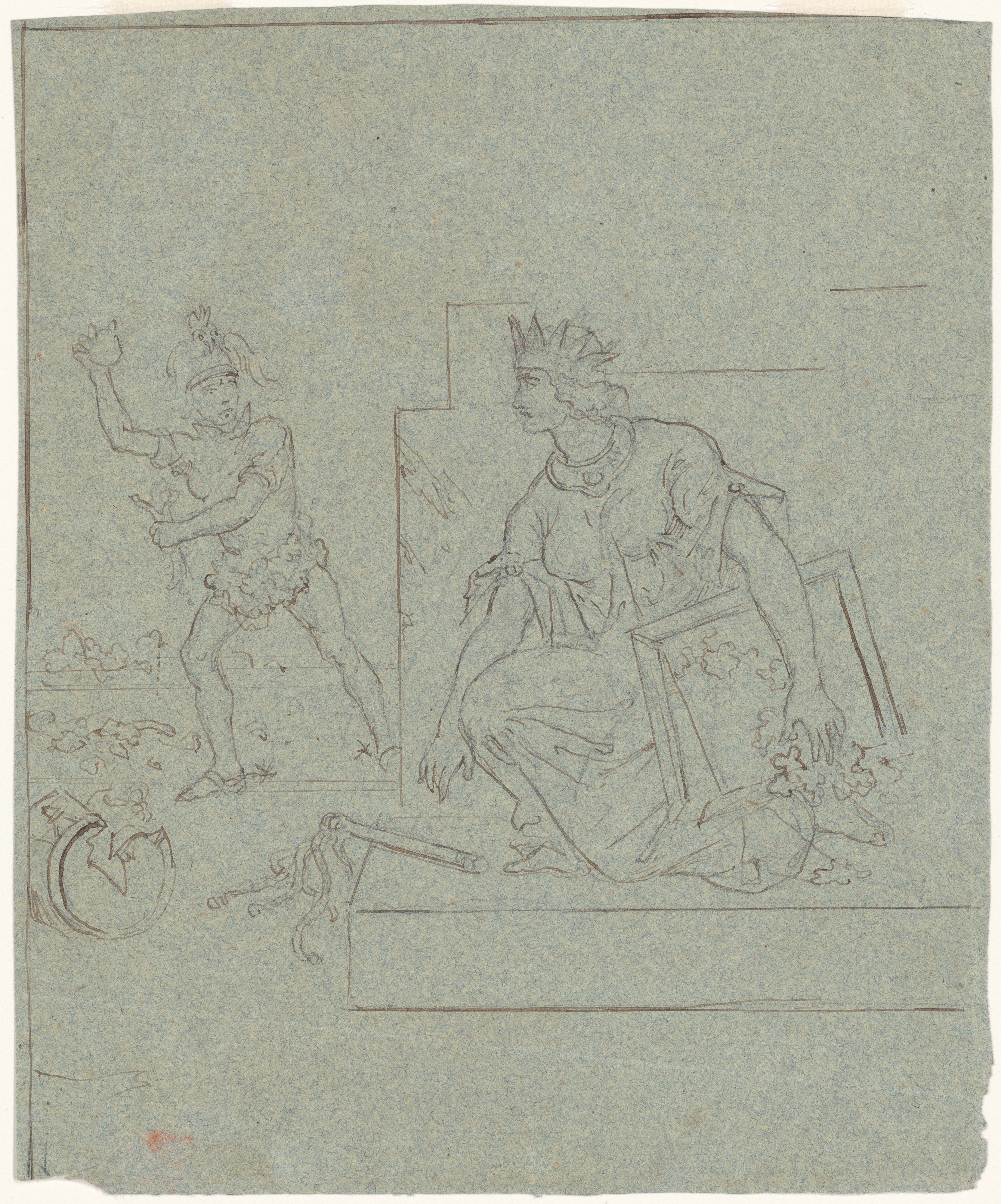
Caricatura Política da Guerra Civil Americana, c. 1860, National Gallery of Art
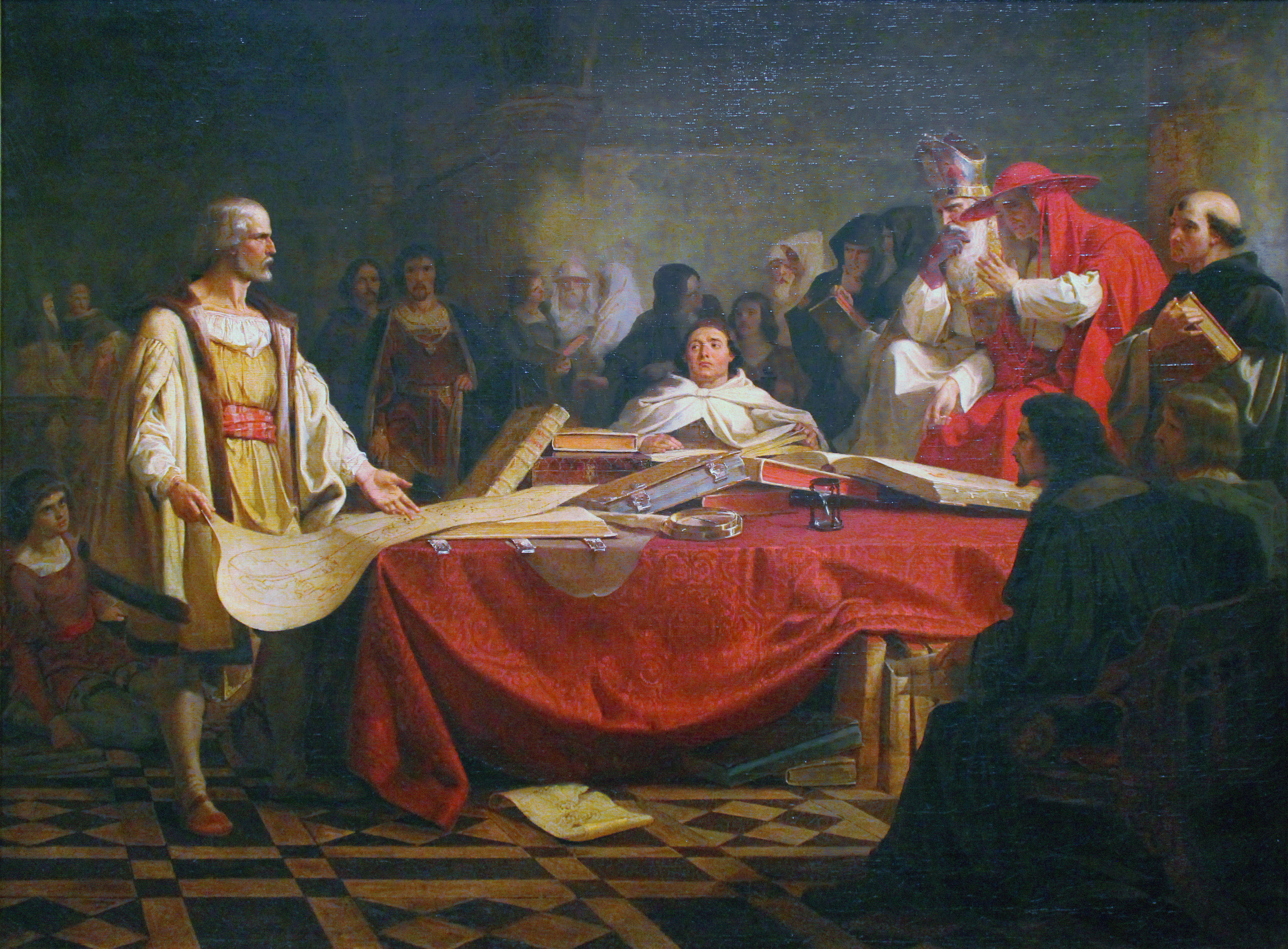
Cristóvão Colombo antes do Concílio de Salamanca (1841)